# Мейман Наум Натанович
Нау́м Ната́нович Ме́йман (12 травня 1912 — 31 березня 2001) — радянський математик, фізик, активіст єврейського еміграційного руху. Народився у Барановичі, Білорусь. Випускник Казанського університету (1932).  Доктор фізико-математичних наук (1937). Професор Казанського універсттету (1939—1971). Лауреат Сталінської премії з теоретичної фізики (1953). Член Московської Гельсінської групи (1977). Емігрував до Ізраїлю (1988), став почесним професором Тель-Авівського університету. Помер у Тель-Авів-Яфо, Ізраїль.

## Біографія
1932 року закінчив Казанський університет. У віці 26 років захистив докторську дисертацію. Від 1939 року — професор математики Казанського університету. Учень Миколи Чеботарьова.
Після Другої світової війни переїхав до Москви, працював в Інституті фізичних проблем, Інституті теоретичної та експериментальної фізики АН СРСР.
1953 року став лауреатом Сталінської премії з теоретичної фізики.
1968 року Мейман узяв участь у петиційній кампанії навколо процесу Олександра Гінзбурга, Юрія Галанскова та ін.
1971 року вийшов на пенсію, після чого подав документи на виїзд в Ізраїль, де проживала його єдина дочка. У жовтні 1975 року Мейману відмовили «з міркувань секретності».
У січні 1977 року став членом Московської Гельсінської групи (МГГ). Підписав понад 100 документів групи. З ініціативи Меймана 1979 року було ухвалено документ № 112 «Дискримінація євреїв при вступі до університетів».
Від 1977 року Мейман поєднував роботу в МГГ із діяльністю в рамках єврейського еміграційного руху. Він брав участь у семінарі фізиків-відмовників, написав статтю «Монумент біля Бабиного Яру» про намагання влади приховати, що Бабин Яр — це передусім місце, де нацисти знищували євреїв.
За правозахисну діяльність Мейман зазнавав короткочасних арештів, обшуків, йому відмикали телефон, викликали на допити.
1988 року емігрував до Ізраїлю. Там Меймана обрали почесним професором Тель-Авівського університету.